# フェア・ゲーム (1995年の映画)
『フェア・ゲーム』（原題: Fair Game）は、1995年にアメリカで製作されたアクション映画。ポーラ・ゴズリングの小説『逃げるアヒル』を原作にしている。
2010年にも同タイトルの映画が公開されているが、原作や内容などは全くの別物であり、関連性はない。

## ストーリー
マイアミで活躍する女弁護士のケイトは、ある日突然ジョギング中に命を狙われる。事情聴取にあたったマックス刑事とはそりが合わず署を出るが、その夜、マックス刑事の目の前でケイトの家が爆破される。そのまま二人は暗殺集団から逃げるが、途中、護衛にかけつけた仲間の刑事が、次々と殺されていく。敵はKGBがからむ凶悪な殺人集団で、過去に集めた大金を銀行家から取り出すのが目的だが、ケイトが告訴する案件によって邪魔されるためケイトを狙う。ハイテク機器を駆使する敵組織から、からくも逃げつつ、マックスは敵を一人また一人と倒していく。しかし、ついにケイトが捕まり、マックスは単身で敵が潜む船に救出に向かい、救い出すことに成功する。二人は恋におちる。

## 登場人物
マックス・カークパトリック
演 - ウィリアム・ボールドウィン
殺人課の刑事。刑事の家系だが青年時代は悪だった。対峙したローザから凄腕と認められた優秀な刑事だが平時は女性に振り回されるなどの甲斐性なし。ただし人情はあり「人が死ねば残された家族がかわいそうだ」という考えを持つ。運がよく、入浴中で無防備であったがトラブルに気付けて、すぐに準備して乗り切ることが出来た。
ケイト・マックイーン
演 - シンディ・クロフォード
女弁護士。民事を専門としており、刑事事件は扱っていない。ピザをおごるなど気前がいい。感極まったときは相手を殴ったりする気の強さや「素人に殺されるぐらいならプロに殺されたい」というなど気骨もある。
イリア・カザク
演 - スティーヴン・バーコフ
特殊部隊の残党でリーダー的存在。機械に精通している。
メイヤーソン
演 - クリストファー・マクドナルド
副署長。マックスの上司。短気。
エミリオ・ファントレナ
演 - ミゲル・サンドバル
カザクの仲間。ハッキングに長けている。妻との離婚訴訟問題を抱えている。カザクと口論になり殺害される。
ジョディ・カークパトリック
演 - ヨハン・カルロ
マックスの従姉妹。鑑識課員。軽口を叩くこともあるが真剣な事情だと分かると親身になる。
リタ
演 - サルマ・ハエック
マックスのガールフレンド。不満をこぼしにマックスの職場にまで愚痴に来る強気な性格。警察署の前でマックスの持ち物を全てトラックの荷台に載せて道路にぶちまける豪胆さを持つ。
ルイス・アラゴン
演 - ジョン・ベッドフォード・ロイド
マックスの同僚。マックスと組んで仕事をするが敵組織の策略で射殺される。
ビーンポール
演 - ドン・イェッソ
刑事。マックスの同僚。ケイトの護衛をするが射殺される。
グレイベラ（ジー）
演 - フランク・メドラーノ
刑事。マックスの同僚。ケイトの護衛をするが射殺される。会話に合いの手を入れるノリの良さがある。
ウォルター・フォレンバック
演 - ダン・ヘダヤ
ケイトの上司。
ローザ
演 - ジェニット・ゴールドスタイン
カザクの仲間。女性ながら腕が立ち、一度目のマックスとの戦いでは唯一生き延びた。
アダム
演 - スコット・マイケル・キャンベル
パソコンショップの店員。

## キャスト
| 役名                       | 俳優                           | 日本語吹替                                     |
| -------------------------- | ------------------------------ | ---------------------------------------------- |
| マックス・カークパトリック | ウィリアム・ボールドウィン     | 堀内賢雄                                       |
| ケイト・マックイーン       | シンディ・クロフォード         | 井上喜久子                                     |
| イリア・カザク大佐         | スティーヴン・バーコフ         | 有川博                                         |
| メイヤーソン副署長         | クリストファー・マクドナルド   | 秋元羊介                                       |
| エミリオ・ファントレナ     | ミゲル・サンドバル             | 福田信昭                                       |
| ジョディ・カークパトリック | ヨハン・カルロ                 | 佐藤しのぶ                                     |
| リタ                       | サルマ・ハエック               | 沢海陽子                                       |
| ルイス・アラゴン           | ジョン・ベッドフォード・ロイド | 田中正彦                                       |
| ハッカー                   | ポール・ディロン               | 大塚芳忠                                       |
| ジューコフ                 | オレク・クルパ                 | 手塚秀彰                                       |
| ローザ                     | ジェニット・ゴールドスタイン   | 藤生聖子                                       |
| ビーンポール刑事           | ドン・イェッソ                 | 小野英昭                                       |
| グレイベラ（ジー）刑事     | フランク・メドラーノ           | 石波義人                                       |
| アダム                     | スコット・マイケル・キャンベル | 渋谷茂                                         |
| ウォルター・フォレンバック | ダン・ヘダヤ（ノンクレジット） | 伊藤和晃                                       |
| その他                     |                                | 宝亀克寿 松本大 大黒和広 星野千寿子 麻生まどか |
|                            |                                |                                                |
| 演出                       |                                | 蕨南勝之                                       |
| 翻訳                       |                                | 太田直子                                       |
| 調整                       |                                | 滝沢康                                         |
| 制作                       |                                | プロセンスタジオ                               |
| 初回放送                   |                                | 2000年5月21日 『日曜洋画劇場』                 |

## スタッフ
- 監督：アンドリュー・サイプス
- 製作：ジョエル・シルバー
- 製作総指揮：トーマス・M・ハメル
- 原作：ポーラ・ゴズリング
- 脚本：チャーリー・フレッチャー
- 撮影：リチャード・ボーウェン
- 音楽：マーク・マンシーナ